# Ruhezustand

Mondsichel: Sleep-Symbol nach IEEE 1621

Der Ruhezustand, auch Hibernation (englisch wörtlich für „Winterschlaf“) und Suspend to Disk (deutsch etwa: „Aussetzen auf Festplatte“) genannt, bildet zusammen mit dem Bereitschaftsbetrieb (Suspend to RAM) zwei Arten einer Energiesparfunktion moderner PCs. Sie werden insbesondere bei Notebooks verwendet, da dort die Einsparung von elektrischer Energie beim Betrieb ohne Netz die Akku-Laufzeit verlängert.

## Technische Einzelheiten
Beim Ruhezustand wird der Rechner vom Nutzer in einen weitgehend stromlosen Zustand versetzt, um später an derselben Stelle weiterarbeiten zu können. Im Bereitschaftsbetrieb hingegen werden lediglich alle nicht benötigten Teile des Rechners (wie etwa die Festplatte) so weit wie möglich deaktiviert oder abgeschaltet, um die Stromaufnahmen weitestgehend zu reduzieren und gleichzeitig möglichst schnell wieder alle benötigten Teile zu aktivieren. Somit können Benutzereingaben nach Arbeitsunterbrechungen an genau dem Punkt fortgesetzt werden, an dem zuvor aufgehört worden war. Das Wiedereinschalten des Rechners aus dem Ruhezustand ist jedoch kein Neustart, wie er gelegentlich nach Software- oder Systemaktualisierungen erforderlich wird.
Die technische Umsetzung erfolgt bei üblichen x86-PCs (als Industriestandard de-facto IBM-PC-kompatibel) über den ACPI-Zustand „S4“ („suspend to disk“). Wechselt der Rechner in diesen Zustand, wird der Inhalt des Arbeitsspeichers auf die Festplatte geschrieben, fast alle Systemkomponenten werden elektronisch ausgeschaltet. Beim Reaktivieren des Rechners wird das auf der Festplatte gespeicherte Abbild wieder in den Arbeitsspeicher (RAM) geladen. Außerdem müssen ggf. die internen Zustände von Peripheriegeräten wiederhergestellt werden.
Wie auch im Bereitschafts-(„Standby“-)Modus (ACPI „S3“) (bei dem der Arbeitsspeicher noch mit Energie versorgt wird) schaltet sich der Computer im Ruhezustand nicht vollständig ab und toleriert keine fehlerfreie totale Abtrennung vom Stromnetz. Die Verwendung einer Steckerleiste mit Netzschalter, um keine weiteren Stromkosten zu verursachen, erfordert das vorherige Versetzen des Systems in den ACPI-Zustand „S5“ („soft off“).
Viele Betriebssysteme wie Linux, Windows und Mac OS bieten die Möglichkeit der Aktivierung des Ruhezustandes an; üblicherweise ist die Option zunächst deaktiviert.

## Bezeichnungen
Je nach Betriebssystem und Sprachversion sind die Bezeichnungen für Ruhezustand und Standbymodus unterschiedlich. So kann „Ruhezustand“ unter macOS etwas anderes bedeuten als unter Windows.
| technisch               | deutsch     | deutsch          | deutsch      | deutsch     | englisch   | englisch   |
| technisch               | macOS       | Windows          | Xubuntu      | KDE SC 4    | macOS      | Windows    |
| ----------------------- | ----------- | ---------------- | ------------ | ----------- | ---------- | ---------- |
| suspend to RAM (S3)     | Ruhezustand | Standbymodus     | Standby      | Ruhezustand | Sleep      | Stand By   |
| suspend to disk (S4)    | Ruhezustand | Ruhezustand      | Ruhezustand  | Tiefschlaf  | Hibernate  | Hibernate  |
| suspend to RAM and disk | Ruhezustand | Energie sparen a | Hybrid-sleep | —           | Safe Sleep | Stand By a |

„Safe Sleep“ beinhaltet sowohl suspend-to-RAM als auch suspend-to-disk: Der Computer speichert seinen Zustand sowohl auf der Festplatte als auch im Hauptspeicher, die Festplattenkopie wird nur dann benutzt, wenn während des Ruhezustands die Stromversorgung ausgeschaltet wird oder ausfällt, beispielsweise durch einen leeren Akku.

## Windows
Unter Windows Vista und neueren Systemen gibt es auf den ersten Blick nur noch den Modus „Energie sparen“, der standardmäßig als hybrider Modus konzipiert ist. Das bedeutet, er nutzt die Vorteile des Standbymodus und des Ruhezustandes in einer Funktion. Der Modus versetzt das System dabei in den Standby-Modus (in der Regel der Zustand „S3“ – „suspend to RAM“) und schreibt zusätzlich den Inhalt des Arbeitsspeichers auf die Festplatte oder in stationären ReadyDrive- und ReadyBoost-Flashspeicher. Trennt man den PC nun vom Stromnetz ab und schaltet ihn später wieder ein, so fährt der Rechner so hoch, als wäre er in den Ruhezustand versetzt worden. Ohne Netztrennung wird der Vorteil der erheblich schnelleren Reaktivierung des Rechners aus dem Standby-Modus genutzt. Es ist jedoch auch möglich, unter Vista und 7 den herkömmlichen Ruhezustand wieder zu aktivieren. Eine Aktivierung des Ruhezustandes ist jedoch bei manchen Geräten nicht möglich, z. B. bei PCs mit InstantGo.
Unter Windows ME sowie Windows 2000 und neueren Systemen wird die Datei hiberfil.sys standardmäßig im Wurzelverzeichnis der Systempartition gespeichert. Die Datei hiberfil.sys hat die gleiche Größe wie der Hauptspeicher. Der Ruhezustand wird unter 32-Bit-Betriebssystemen lediglich bis zu einer Hauptspeichergröße von maximal 4 GB unterstützt.

## Linux
Eine erste Implementierung für „Hibernation“-Funktionalität in Linux entwickelten Gabor Kuti und Pavel Machek für die Linux-Kernel-Version 2.2, Ende der 90er-Jahre. Daraus entstand in der Kernel-Version 2.4 das bis heute teilweise verwendete Kernel-Modul swsusp. Später wurden die Module suspend2, pmdisk und uswsusp von swsusp abgeleitet. Obwohl von den Kernelentwicklern heute nur noch uswsusp gepflegt wird, verwenden einige Linux-Distributionen auch in aktuellen Ausgaben noch eines der anderen genannten Module.
Alle für die Hibernation-Funktionalität zuständigen Kernelmodule funktionieren in gleicher Weise:
1. Der Anwender oder ein Script ruft den Hibernation-Befehl auf (Sowohl in der Kommandozeile als auch von einer grafischen Benutzeroberfläche aufrufbar).
2. Allen laufenden Prozessen wird ein suspend-Signal gesendet, damit sie ihre Tätigkeit kontrolliert anhalten können.
3. Alle Geräteschnittstellen werden eingefroren, damit sie den Systemzustand nicht mehr verändern können.
4. Ein Speicherabbild des gesamten Arbeitsspeichers wird auf die Swap-Partition geschrieben (Ist die Swap-Partition zu klein, wird das Vorbereiten der Hibernation mit einer Fehlermeldung abgebrochen).
5. Alle Geräteschnittstellen werden wieder aktiviert.
6. Das System wird normal heruntergefahren und ausgeschaltet.[2]

Beim erneuten Hochfahren des Systems wird zuerst wie üblich der ganze Kernel geladen. Dieser prüft vor dem Einbinden der Swap-Partition, ob ein Hibernation-Image darauf gespeichert ist. Findet er ein solches, wird dieses gelesen und in den Speicher zurückgeschrieben. Dies geschieht anstelle der Initialisierung der System-Dienste. (Daemons)

## Mac
Macs ab Baujahr Mitte 1999 schalten im Ruhezustand die Lüfter, die externen Geräte und PCI-Karten ab (sogenanntes deep sleep, englisch für den „Tiefschlaf“).
Der Modus „safe sleep“ ist erst ab den letzten PowerPC-Macs möglich, wo er in der Open Firmware statt des normalen „sleep“ aktiviert werden kann, sowie auf Intel-Macs. Die Wahl zwischen „sleep“ und „safe sleep“ kann nicht über die Systemeinstellungen geregelt werden, sondern ist je nach Geräte-Typ (Desktop-Computer oder Laptop) und Baujahr voreingestellt. Allerdings ist es möglich, diese Einstellung über ein Terminal-Kommando zu ändern. Der RAM-Inhalt wird beim „safe sleep“ zusätzlich in einer Datei gespeichert. Sollte während des Ruhezustandes der Laptop-Akku leer werden oder der Strom ausfallen, kann die Arbeitssitzung nach einem Neustart automatisch wiederhergestellt werden. Wird die Stromversorgung nicht unterbrochen, wacht der Rechner genauso schnell wie aus einem einfachen „sleep“ auf.